# Форке
Форке (фр. Fourqueux) насеље је и општина у Француској у региону Париски регион, у департману Ивлен која припада префектури Сен Жермен ан Ле.
По подацима из 2011. године у општини је живело 4095 становника, а густина насељености је износила 1133,8 становника/km². Општина се простире на површини од 3,67 km². Налази се на средњој надморској висини од 120 метара (максималној 176 m, а минималној 67 m).

## Демографија
| 1962. | 1968. | 1975. | 1982. | 1990. | 1999. | 2011. |
| ----- | ----- | ----- | ----- | ----- | ----- | ----- |
| 840   | 966   | 2.029 | 2.307 | 4.053 | 4.161 | 4.095 |

График промене броја становника у току последњих година